# Physostegia purpurea
Physostegia purpurea là một loài thực vật có hoa trong họ Hoa môi. Loài này được (Walter) S.F.Blake miêu tả khoa học đầu tiên năm 1915.